# 1920年华北大旱灾
1920－1921年华北大旱灾，陝西、河南、山東、直隸、京兆大旱，至少50萬人死亡，依賴賑濟的極貧災民1,989万，另加次貧災民和逃荒者總災民達2,764萬。遷入東北的流民數十萬。此灾荒是中國賑災史的常見研究題材。同期有1921年湖南飢荒。